# Wild Dances

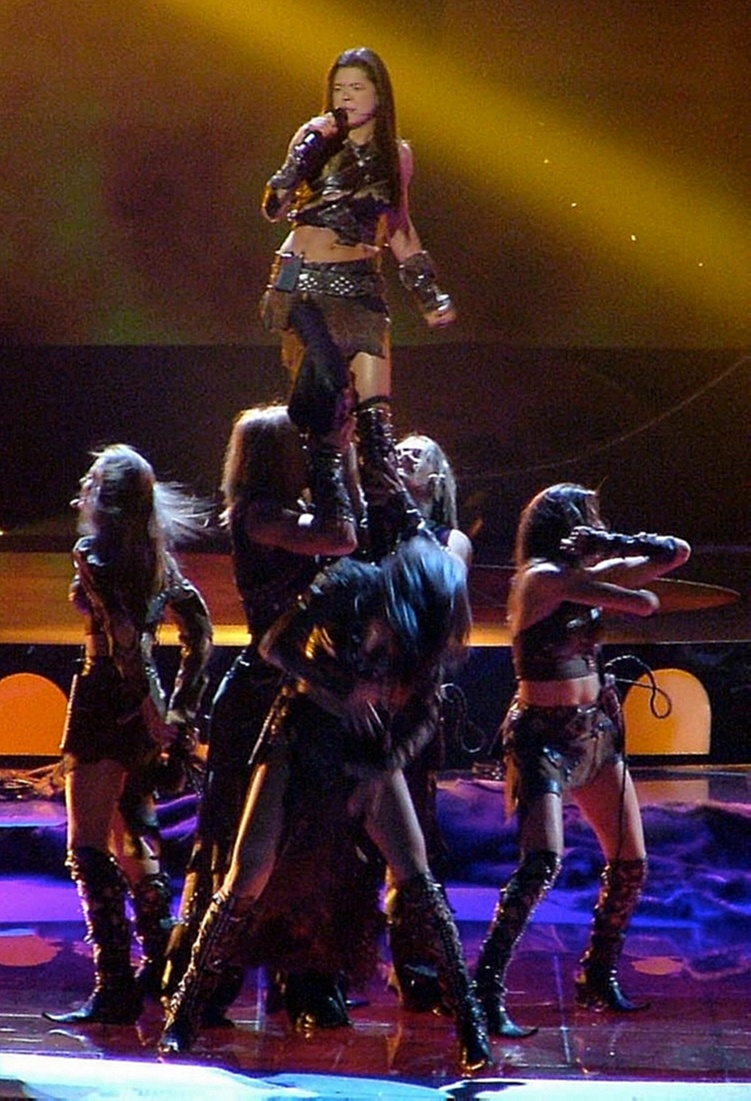
Ruslana zpívá „Wild Dances“ na Eurovizi 2004

„Wild Dances“ (ukrajinsky Дикі танці) je název písně ukrajinské popové hvězdy Ruslany. S touto písní vyhrála Eurovision Song Contest 2004 v Turecku.
Po semifinálové kvalifikaci píseň zamíchala pořadím ve finále a získaných 280 bodů Ukrajině stačilo na vítězství. S kombinací anglického a ukrajinského textu tato píseň proslula také jako první píseň zpívaná alespoň částečně jiným než anglickým jazykem, která na Eurovizi zvítězila od změny pravidel v roce 1999, kdy bylo účastnícím se zemím povoleno zpívat v libovolném jazyce. Do té doby směli používat pouze svoji oficiální řeč. V závěrečném hlasování Ruslana obdržela 280 bodů, čímž udala nejvyšší celkové skóre sólového umělce ve všech ročnících Eurovize až do roku 2009, kdy Alexander Rybak se svojí písní „Fairytale“ obdržel 387 bodů. Tímto vítězstvím se Ukrajina stala třetí zemí bývalého Sovětského svazu, která v této soutěži zvítězila (předtím se to povedlo jen Estonsku a Lotyšsku).
Píseň inspirovaná lidovými ukrajinskými tradicemi se všem vryla do paměti energickým výstupem Ruslany v koženém kostýmu. Práce na ní trvaly něco kolem tří měsíců. Na přípravě a ozvučení Ruslana pracovala spolu s odborníky z Kyjeva, Londýna a New Yorku. Na nahrávání se podíleli i kytarista z Cool Before a bývalý trumpetista z Zdob și Zdub. Některé části písně s výrazným bubnováním vytvořila Ruslana sama. Ukrajinská i anglická slova skladby, stejně jako refrén a melodie, prošly oproti původní verzi několika významnými změnami.
Pro píseň Wild Dances byl natočen též videoklip. Natáčelo se v opuštěné budově Ice Palace, který jeden z členů týmu označil jako Iceberg Palace, protože žádné z topných těles, které si sebou přinesli, nedokázalo zahřát ledový vzduch v tak velké budově na přijatelnou teplotu. Scénářem předepsané ohně zajišťovaly velké hořící barely, zapálené pochodně, ohňostroj a dokonce i skutečný vojenský plamenomet.
Ve Vietnamu zakoupila autorská práva k této písni exkluzivně Hồ Quỳnh Hương, slavná vietnamská popová zpěvačka, která změnila původní text na vietnamský.
Wild Dances tvoří také soundtrack k videohře Grand Theft Auto IV z roku 2008.

## Seznam skladeb
1. Dyki tanci (Wild Dances – Ukrainian version) (radio edit) – 2:55
2. Wild Dances (album version) – 3:00
3. Dyki tanci (Wild Dances – Ukrainian version) (Harem's pop mix) – 2:48
4. Wild Dances (Harem's pop mix) – 2:48
5. Wild Dances Part II (exclusive complete version) – 3:58
6. Dyki tanci (Wild Dances – Ukrainian version) (Harem's club mix) – 3:16
7. Wild Dances (Harem's club mix) – 3:16
8. Dyki tanci (Wild Dances – Ukrainian version) (Harem's percussion mix) – 2:52
9. Wild Dances (Harem's percussion mix) – 2:52
10. Wild Dances (break mix) – 3:25
11. Wild Dances (groove mix) – 3:16
12. Wild Dances (instrumental version) – 3:00
13. Wild Dances Part II (instrumental version) – 3:57
14. Wild Dances

- Zdroj:[2]

## Hitparády, umístění a ocenění

### Hitparády
| Hitparáda                     | Umístění |
| ----------------------------- | -------- |
| Austrian Singles Top 75       | 43       |
| Belgium Flanders Ultra Top 50 | 1        |
| Belgium Wallonie Ultra Top 50 | 25       |
| Dutch Singles Chart           | 30       |
| European Hot 100 Singles      | 25       |
| Finnish Singles Chart         | 20       |
| German Singles Chart          | 40       |
| Greek Singles Chart           | 1        |
| rish Singles Chart            | 44       |
| Romanian Top 100              | 44       |
| Swedish Top 60                | 8        |
| Swiss Singles Top 100         | 24       |
| Ukrainian Airplay Chart       | 1        |
| UK Singles Chart              | 47       |

### Prodej
| Singl         | Žebříček        | Prodáno |
| ------------- | --------------- | ------- |
| „Dyki tantsi“ | FPI – Ukraine   | 500,000 |
| „Wild Dances“ | FPI – Belgium   | 25,000  |
| „Wild Dances“ | DIVERTA Romania | 2,000   |

### Ocenění
| Singl         | Žebříček        | Ocenění          |
| ------------- | --------------- | ---------------- |
| „Dyki tantsi“ | FPI – Ukraine   | diamantový deska |
| „Wild Dances“ | FPI – Belgium   | zlatá deska      |
| „Wild Dances“ | DIVERTA Romania | zlatá deska      |

## Data vydání
| Region             | Datum           | Formát          |
| ------------------ | --------------- | --------------- |
| Ukrajina           | 17. května 2004 | singlové CD     |
| Německo            | 24. května 2004 | singlové CD     |
| Nizozemsko         | 24. května 2004 | singlové CD     |
| Finsko             | 24. května 2004 | singlové CD     |
| Belgie             | 24. května 2004 | singlové CD     |
| Švédsko            | 24. května 2004 | singlové CD     |
| Lotyšsko           | 24. května 2004 | singlové CD     |
| Litva              | 24. května 2004 | singlové CD     |
| Estonsko           | 24. května 2004 | singlové CD     |
| Polsko             | 24. května 2004 | singlové CD     |
| Izrael             | 24. května 2004 | singlové CD     |
| Turecko            | 24. května 2004 | singlové CD     |
| Česko              | 24. května 2004 | singlové CD     |
| Slovensko          | 24. května 2004 | singlové CD     |
| Slovinsko          | 24. května 2004 | singlové CD     |
| Spojené království | 24. května 2004 | singlové CD     |
| USA                | 29. dubna 2008  | online download |